# Hard-Fi
Hard-Fi er en musikgruppe fra Storbritannien.

## Diskografi
- Stars of CCTV (2005)
- Once upon a time in the west (2007)